# 17399 Andysanto
17399 Andysanto (1983 RL) là một tiểu hành tinh vành đai chính bên trong được phát hiện ngày 6 tháng 9 năm 1983 bởi C. S. Shoemaker và E. M. Shoemaker ở Palomar.